# Арутюнян, Амазасп Овакимович
Амазасп Овакимович (Авакимович) Арутюнян (1 (14) октября 1902 — 4 апреля 1971) — советский дипломат. Чрезвычайный и полномочный посол.

## Биография

Могила Арутюняна на Новодевичьем кладбище Москвы.

В 1928 году окончил Московский университет, затем, в 1930, Университет Миннесоты (США). Доктор экономических наук (1942), профессор. С 1943 года — на дипломатической службе.
- В 1930—1943 годах — преподаватель в московских вузах.
- В 1943—1944 годах — сотрудник центрального аппарата НКИД СССР.
- В 1944—1948 годах — заместитель заведующего Экономическим отделом НКИД (с 1946 — МИД) СССР.
- В 1948—1954 годах — заведующий Экономическим отделом МИД СССР.
- В 1948—1953 годах — постоянный представитель СССР в ЭКОСОС и Европейской экономической комиссии ООН, член Коллегии МИД СССР.
- В 1954—1955 годах — советник МИД СССР.
- В 1955—1958 годах — заведующий I Европейским отделом МИД СССР.
- С 26 октября 1958 по 20 февраля 1963 года — чрезвычайный и полномочный посол СССР в Канаде.
- В 1964—1969 годах — заведующий Отделом международных экономических организаций МИД СССР.
- В 1966—1970 годах — советник Главного управления планирования внешнеполитических мероприятий МИД СССР.

Жена — Эмма Абрамовна, родом из литовского местечка под Каунасом, педиатр.
Дочь — Марина, сотрудница ИМЭМО, жена экономиста С. Меньшикова.
Похоронен на Новодевичьем кладбище.

## Награды
- орден Ленина
- 2 ордена Трудового Красного Знамени (в том числе 5 ноября 1945)
- орден «Знак Почёта» (13 октября 1962) — за заслуги на дипломатической работе и в связи с шестидесятилетием со дня рождения
- медали